# Jean Polydore Le Marois
Pour les personnes ayant le même patronyme, voir Le Marois.
Le vicomte Jean Polydore Le Marois, né à Paris le 1er août 1839 et mort dans cette même ville le 26 décembre 1889, est un militaire et homme politique français, notamment député de la Manche. 

## Biographie
Jean Polydore Le Marois est le fils de Jules Polydore Le Marois et petit-fils de Jean Le Marois. Il est issu d’une famille d’hommes politiques et de militaires très implantés dans le Cotentin et qui possède notamment le château de Pépinvast.
Officier au 6e régiment de hussards puis au régiment des guides durant la campagne d'Italie de 1859, il s'installe sur les terres familiales autour du château de Pépinvast au Vicel, où il se consacre principalement à l'élevage. 
D'abord élu maire de cette commune du Cotentin en 1870, il est ensuite élu comme son père conseiller général de la Manche pour le canton de Bricquebec (entre 1871 et 1880), et député de la Manche de la circonscription de Valognes, en 1876, sous l'étiquette bonapartiste. Il siège à la Chambre des députés, dans le groupe de l'Appel au peuple, et soutient le gouvernement du Seize-mai. Réélu député en 1877, il est battu en 1881.

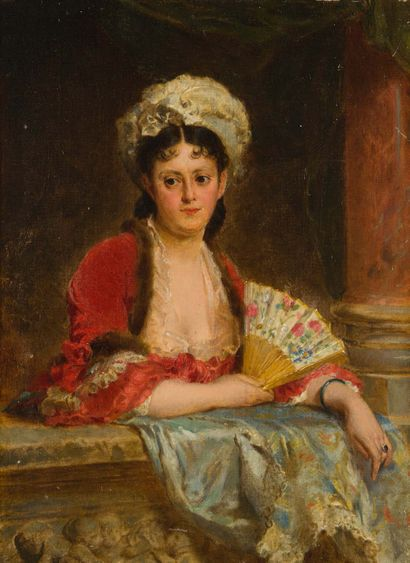
Portrait de son épouse, Marie Mathilde Landon de Longeville.

Marié avec Marie Mathilde Landon de Longeville, il est le beau-père d'André de Ganay (frère de Jean de Ganay).

## Collection d'art
En 1870, il acquiert auprès d'un marchand d'art du boulevard des Italiens à Paris, le tableau d'Horace Vernet, réalisé en 1827, Édith retrouvant le corps d'Harold après la bataille d'Hastings. Il le fait installer dans l’hôtel particulier somptueux du VIIIe arrondissement de Paris que son père avait fait construire par Henri Parent en 1863. Sa fille, comtesse de Ganay par mariage, décide en 1926 de proposer le tableau, dont les dimensions monumentales ne permettent pas un transport facile, à la Ville de Cherbourg. Il est aujourd'hui conservé au Musée Thomas-Henry de Cherbourg.